# Konspirační teorie v náboženství
Konspirační teorie jsou součástí života různých náboženských skupin. Mohou vznikat například jako tzv. narativní mýty, aktualizace výkladů posvátných textů. Mohou se týkat určitých osob, společenských dějů nebo mileniálního a apokalyptického očekávání.
V historii se například několik lidí prohlásilo za Mesiáše a/nebo vtělení Krista. 

Další konspirační teorie se objevila v souvislosti s očkováním proti nemoci covid-19, které bylo některými křesťany vnímáno jako „znamení šelmy“ z Janovy apokalypsy. Samotné antivaxerství vnímají někteří religionisté jako samostatné náboženství či náboženský jev. Může být řazen i k novým náboženským hnutím (viz níže).
Jiní odmítají, že by toto samotné přesvědčení neslo náboženské rysy.
Zejména mezi evangelikály se rozšířila teorie QAnon.
V islámu se někteří náboženští vůdci prohlásili za vtělení tzv. skrytého imáma.
Samostatnou kapitolou jsou nová náboženská hnutí, která mohou souviset i s mesianismem. Jejich vůdci se, jak zmíněno výše, někdy prohlašovali za druhý příchod Ježíše Krista. V českém prostředí jsou známi tzv. imanuelité.